# Strzelectwo na Letnich Igrzyskach Olimpijskich 1952 – ruchoma tarcza, 100 m
Ruchoma tarcza, 100 m to jedna w siedmiu konkurencji strzeleckich rozgrywanych podczas igrzysk olimpijskich w 1952 w Helsinkach. Wystartowało 14 zawodników z 7 krajów.
Było to strzelanie do ruchomej tarczy z biegnącym jeleniem. W pierwszej rundzie zawodnicy oddawali pojedyncze strzały w trzech seriach (po 20, 20 i 10 przebiegów tarczy). W drugiej rundzie oddawali po dwa strzały do każdej tarczy, również w trzech seriach (po 10, 10 i 5 przebiegów tarczy). Maksymalnie można było uzyskać 500 punktów.  
Konkurencja ta w tym formacie była rozgrywana po raz pierwszy na igrzyskach olimpijskich.  
Rozegrano tylko finał 28 i 29 lipca.

## Rekordy
|               | zawodnik       | narodowość | wynik | data | miejsce      |
| ------------- | -------------- | ---------- | ----- | ---- | ------------ |
| Rekord świata | John Larsen    | Norwegia   | 398   | 1949 | Buenos Aires |
| Rekord świata | Rolf Bergersen | Norwegia   | 398   | 1949 | Buenos Aires |

## Wyniki
| Miejsce | Zawodnik              | Kraj            | Rundy   | Rundy   | Wynik | Uwagi |
| Miejsce | Zawodnik              | Kraj            | Runda 1 | Runda 2 | Wynik | Uwagi |
| ------- | --------------------- | --------------- | ------- | ------- | ----- | ----- |
| złoto   | John Larsen           | Norwegia        | 198     | 215     | 413   | WR    |
| srebro  | Olof Sköldberg        | Szwecja         | 200     | 209     | 409   |       |
| brąz    | Tauno Mäki            | Finlandia       | 200     | 207     | 407   |       |
| 4.      | Rolf Bergersen        | Norwegia        | 196     | 203     | 399   |       |
| 5.      | Thorleif Kockgård     | Szwecja         | 185     | 212     | 397   |       |
| 6.      | Yrjö Miettinen        | Finlandia       | 203     | 189     | 392   |       |
| 7.      | Piotr Nikołajew       | ZSRR            | 185     | 200     | 385   |       |
| 8.      | Władimir Siewriugin   | ZSRR            | 194     | 189     | 383   |       |
| 9.      | Jean-Albin Régis      | Francja         | 158     | 194     | 352   |       |
| 10.     | Albert Planchon       | Francja         | 164     | 186     | 350   |       |
| 11.     | Cyril Mackworth-Praed | Wielka Brytania | 153     | 168     | 321   |       |
| 12.     | Ingram Capper         | Wielka Brytania | 145     | 174     | 319   |       |
| 13.     | Luigi Ruspoli         | Włochy          | 154     | –       | 154   |       |
| 14.     | Ladislao Odescalchi   | Włochy          | 152     | –       | 152   |       |